# United Plankton Pictures
United Plankton Pictures Inc. é uma empresa de produção americana que desenvolve filmes e programas de televisão. Foi fundada por Stephen Hillenburg em 1998.

## Divisões
As unidades da empresa são:
- United Plankton Originals, é uma empresa que administra produções originais da empresa.
- United Plankton Comics, é uma editora norte-americana de revistas em quadrinhos.
- SpongeBob Productions LLC, é uma subsidiária que detém os direitos de filmes e séries da empresa.
- United Plankton Distribution, é uma empresa de distribuição de séries e produções da empresa.
- United Plankton Animation Studios, é um estúdio de animação americano responsável por produzir séries de animação.
- United Plankton Studios, é um estúdio responsável por administrar produções da United Plankton Animation Studios, além de ser co-produtora de várias séries de animação.
- United Plankton Productions LLC, é uma subsidiária que detém os direitos de filmes da empresa.
- SpongeBob Comics, é uma série contínua de revistas em quadrinhos publicadas pela Bongo Comics e United Plankton Pictures, Inc. Lançada em fevereiro de 2011, a série era publicada a cada dois meses nos Estados Unidos, mas passou a ser lançada mensalmente a partir de junho de 2012.
- Plankton Productions LLC, é uma subsidiária que detém os direitos de todos personagens da empresa.

## Filmografia

### Televisão
- Bob Esponja (1999-presente) (com Nickelodeon Animation Studios)

### Filme
| Título                                   | Lançamento             | Diretor(es)        | Roteirista(s)                                                                          | Produtor(es)                     | Coprodução                                            |
| ---------------------------------------- | ---------------------- | ------------------ | -------------------------------------------------------------------------------------- | -------------------------------- | ----------------------------------------------------- |
| The SpongeBob SquarePants Movie          | 19 de novembro de 2004 | Stephen Hillenburg | Derek Drymon, Tim Hill, Stephen Hillenburg, Kent Osborne, Aaron Springer, Paul Tibbitt | Stephen Hillenburg, Julia Pistor | Nickelodeon Movies                                    |
| The SpongeBob Movie: Sponge Out of Water | 6 de fevereiro de 2015 | Paul Tibbitt       | Romance: Stephen Hillenburg, Paul Tibbitt; Roteiro: Jonathan Aibel, Glenn Berger       | Paul Tibbitt, Mary Parent        | Paramount Animation, Nickelodeon Movies               |
| The SpongeBob Movie: Sponge on the Run   | 14 de agosto de 2020   | Tim Hill           | Romance: Paul Tibbitt, Kyle McCulloch; Roteiro: Jonathan Aibel, Glenn Berger           | Paul Tibbitt                     | Paramount Animation, Nickelodeon Movies, Mikros Image |

### Curtas
- SpongeBob SquarePants 4-D (2002) (com Blur Studio)

### História em quadrinhos
- SpongeBob Comics (com Bongo Comics Group)